# Iulius Verecundus
Iulius Verecundus (sein Praenomen ist nicht bekannt) war ein im 1. Jahrhundert n. Chr. lebender Angehöriger des römischen Ritterstandes (Eques).
Durch eine Vindolanda-Tafel, die beim Kastell Vindolanda gefunden wurde und die auf den 18. Mai eines unbestimmten Jahres (vermutlich 92/97 n. Chr.) datiert wird, ist belegt, dass Verecundus Präfekt der Cohors I Tungrorum war, die zu diesem Zeitpunkt in der Provinz Britannia stationiert war. Auf der Tafel findet sich die Aufstellung der Mannschaftsstärke der Einheit.
Iulius Verecundus ist noch auf weiteren Vindolanda-Tafeln aufgeführt; als Präfekt wird er auf den Tafeln 210, 211, 857 und 892 erwähnt. Die Tafel 857 stellt eine weitere Aufstellung der Mannschaftsstärke der Kohorte dar.